# Elektrownia jądrowa Temelín
Elektrownia jądrowa Temelín – elektrownia jądrowa znajdująca się w Czechach. Budowa rozpoczęła się w 1987 roku, ukończono ją w 2002 roku. Górujące nad zakładem 4 chłodnie kominowe mają 155 metrów wysokości.
Elektrownia składa się z 2 reaktorów generujących energię elektryczną o mocy 1805 MW. Rząd Petra Nečasa ogłosił plan budowy kolejnych dwóch reaktorów.
Obok znajduje się muzeum oraz punkt informacji.